# Cachoeira do Sul

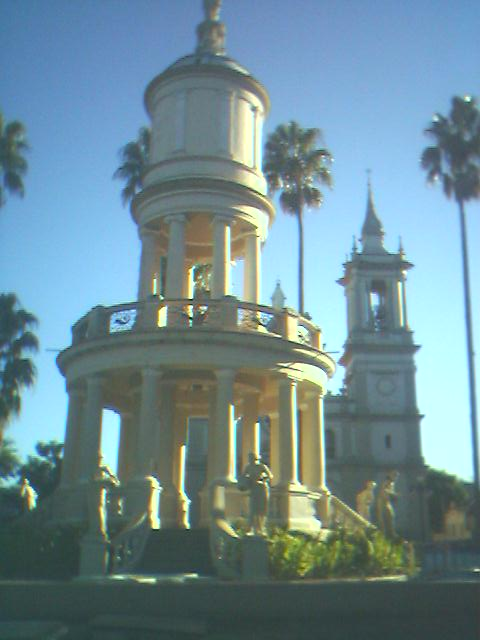
Château d'Eau w Catedral Nossa Senhora da Conceição, w Cachoeira do Sul

Cachoeira do Sul – miasto w południowej Brazylii, w stanie Rio Grande do Sul. Powierzchnia 3 735,167 km², 89 669 mieszkańców (2006).
W mieście rozwinął się przemysł spożywczy oraz drzewny.